# Helena Morrissey

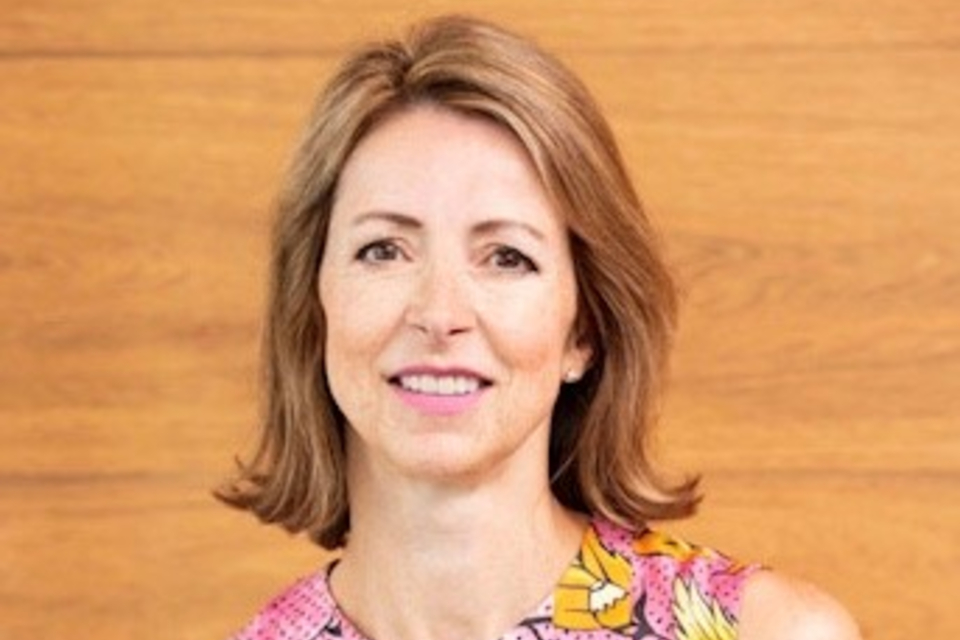
Helena Morrissey, 2020

 Helena Morrissey, Baroness Morrissey DBE (geborene Atkins, * 22. März 1966 in Bowdon (Greater Manchester), England) ist eine britische Managerin, Aktivistin und Politikerin.

## Leben und Werk
Morrissey wuchs als Tochter eines Lehrerehepaares in der Nähe von Chichester auf und wurde an der Bishop Luffa School ausgebildet. Sie studierte Philosophie am Fitzwilliam College der Universität Cambridge, wo sie ihren späteren Ehemann, den Finanzjournalisten Richard Morrissey, kennenlernte. Sie wurden Eltern von drei Söhnen und sechs Töchtern. Morrissey begann ihre Karriere in New York bei Schroder Capital Management. Nach ihrer Rückkehr nach London kam sie 1994 als Junior Fund Manager zu Newton Investment Management und wurde 2001 zum CEO ernannt. Während ihrer fünfzehnjährigen Leitung des Unternehmens stieg das verwaltete Vermögen von 20 Mrd. GBP auf über 50 Mrd. GBP. Anschließend wechselte Morrissey zu Legal & General, einer britischen Fondsverwaltungsfirma und leitete das Privatinvestitionsgeschäft. Sie ist jetzt Direktorin von St. James’s Place. Sie ist bekannt für ihre Arbeit zu Inklusion und Vielfalt und leitet das Diversity-Projekt der Investmentbranche. 2010 gründete sie den 30%-Club, eine von Unternehmen geführte Kampagne für geschlechtsausgewogene Gremien. Sie lehnt eine gesetzliche Frauenquote ab, um Firmen zu überzeugen, freiwillig mehr Frauen in der Führungsspitze zu verpflichten. Mittlerweile gibt es weltweit vierzehn 30%-Clubs.
Am 3. September 2020 wurde sie als Baroness Morrissey, of Chapel Green in the Royal County of Berkshire, zur Life Peeress erhoben und ist dadurch seither Mitglied des House of Lords.

## Auszeichnungen
Sie ist Fellow der London Business School und wurde 2016 von der Universität Cambridge mit der Ehrendoktorwürde ausgezeichnet. Sie wurde zu einer der 50 größten Führungspersönlichkeiten der Welt vom Fortune-Magazin ernannt. 2017 wurde sie von der Financial Times als „Person des Jahres“ und 2018 mit dem National Business Award ausgezeichnet. 2012 wurde sie zum Commander des Order of the British Empire (CBE) ernannt und 2017 als Dame Commander des Order of the British Empire (DBE) geadelt.

## Werke
- A Good Time to be a Girl: Don’t Lean In, Change the System (English Edition), 2018, ISBN 978-0-00-824164-3.